# Das Mädchen im Bildrahmen
Das Mädchen im Bildrahmen, auch die Jüdische Verlobte, ist eines der drei Gemälde von Rembrandt van Rijn, die sich in Polen befinden. Es wurde 1641 gemalt und wurde 1777 zusammen mit dem Bild Der Gelehrte am Pult von dem polnischen König Stanislaus August Poniatowski für seine Sammlung im Palais auf dem Wasser im Łazienki-Park erworben. Nach dem Tod des Königs gelangte es in den Besitz von Józef Antoni Poniatowski sowie nach dessen Tod von Maria Teresa Poniatowska. Maria Teresa verkaufte das Gemälde und so gelangte es in der ersten Hälfte des 19. Jahrhunderts in den Besitz der Lanckoroński, die es nach Österreich mitnahmen. Während des Zweiten Weltkriegs wurde es von der Gestapo geraubt und gelangte nach dem Krieg wieder in den Besitz der Lanckoroński. 1994 gaben diese es als Leihgabe an das Warschauer Königsschloss. Karolina Lanckorońska vermachte schließlich ihre ganze Kunstsammlung dem Königsschloss, wo es sich bis heute befindet.

## Bibliografie
- Dorota Juszczak, Hanna Małachowicz, Galeria Lanckorońskich. Obrazy z daru Profesor Karoliny Lanckorońskiej dla Zamku Królewskiego w Warszawie, Warszawa 1998.